# Láska na Novém Zélandu
Láska na Novém Zélandu (německy Emilie Richards - Denk nur an uns beide) je německé filmové drama z roku 2010 režírované Johnem Delbridgem.

## Děj
Stacey přiváží občerstvení na oslavu otevření nového domu Ryana Cunninghama. Oslava je v plném proudu. Při hledání něčeho na úklid najde ve skříni spící Louisu, kterou přinese na oslavu. domnívá se, že je to Ryanova dcera.
Druhý den po oslavě se Ryan vydá s dětmi do místní cateringové firmy, kde Stacey pracuje a společně s dětmi ji přesvědčuje, aby se stala jejich opatrovatelkou. Ryan jí vysvětlí, že děti jsou jeho sestry, která nedávno zemřela. Stacey nesouhlasí s nabídkou být jejich opatrovatelkou a tak Ryan s dětmi odchází. Stacey při vybalování věcí ze včerejší oslavy z auta najde mezi věcmi Louisina králíčka. Vydá se proto do Ryanova domu, kde po naléhání dětí roli opatrovatelky přijme.
Ryanova marka stojí o to, aby děti byly svěřeny do péče jí, tak koupí zájezd. Ryan pro navrhne jinou dovolenou. Stacey navrhne pobyt v džungli, což se nelíbí Ryanově spolupracovnici a bývalé přítelkyni Elize. Protože druhý den pobytu v džungli se málem utopí Tom, Stacey navrhne, aby zbytek dovolené strávili u jejích rodičů.
U jejích rodičů zavede Stacey Ryana k hrobu svojí dcery Avy, která zemřela druhý den po porodu. Kvůli tomu Stacey odešla od rodičů do města.
Po návratu do města se Ryan opije a zavolá Elize, aby pro něho dojela. Ta situaci naaranžuje tak, aby to vypadalo, že v noci s Ryanem měla sex. Když to ráno uvidí Stacey, naštvaně odejde.
Zatímco jsou na dovolené, Ryanova matka začala podnikat kroky k tomu, aby děti byly svěřeny do péče jí. Při jednání Ryan prohlásí, že se do 14 dnů ožení, aby děti mohli zůstat s ním. Ryanova spolupracovnice mu nabídne, že se formálně může oženit s ní.
V předvečer svatby Ryan dostane od matky dopis, ve kterém ho prosí, aby si nebral nesprávnou ženu z nesprávných důvodů. Ryan svatbu s Elizou zruší a jede i s dětmi požádat o ruku Stacey k jejím rodičům, která mu řekne své ano.

## Obsazení
| Theresa Scholze        | Stacey MacDonaldová  |
| Hendrik Duryn          | Ryan Cunningham      |
| Edward Hall            | Tom Hilary           |
| Ella Edward            | Alice Hilaryová      |
| Anna White             | Louisa Hilaryová     |
| Gila von Weitershausen | Evelyn Cunninghamová |
| Eva Habermann          | Eliza Myersová       |
| Johanna Klante         | Sarah Semnetová      |
| Claudia Rieschel       | Betty MacDonaldová   |
| Nick Bell-Booth        | Matthew MacDonald    |
| Bruce Phillips         |                      |
| Craig Hall             |                      |
| Phil Brown             | George Greenmill     |
| Maria Walker           | číšnice              |
| Judy McIntosh          | Muriel Stewartová    |